# Maison Krsmanović à Šabac
Bâtiment Borova
La maison Krsmanović à Šabac (en serbe cyrillique : Крсмановићева кућа у Шапцу ; en serbe latin : Krsmanovićeva kuća u Šapcu) se trouve à Šabac, dans le district de Mačva, en Serbie. Elle est inscrite sur la liste des monuments culturels protégés de la République de Serbie (identifiant no SK 736),.

## Présentation

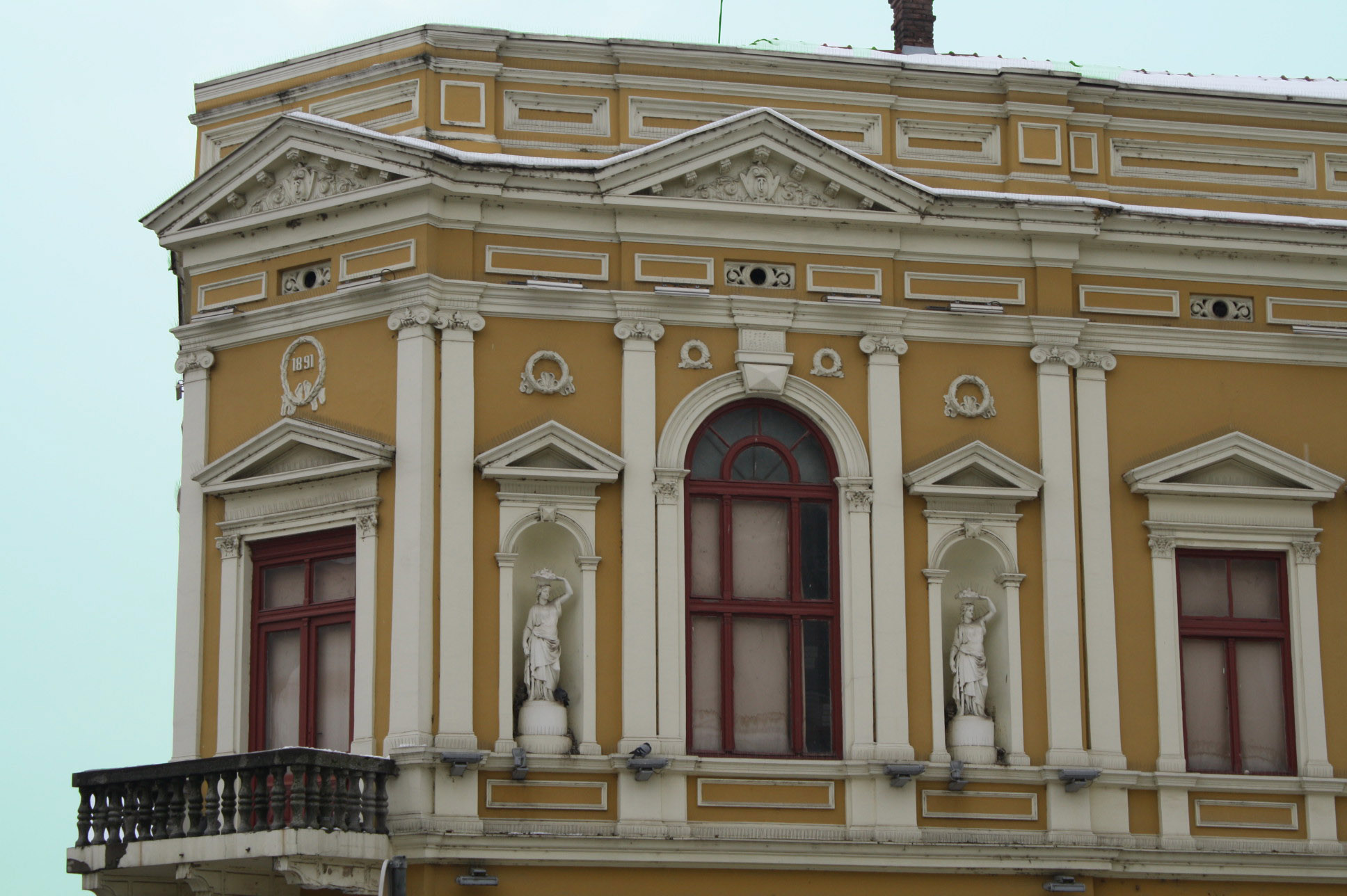
Détail de la façade.

La maison, située 2 rue Masarikova, a été construite en 1891 sur des plans du célèbre architecte Jovan Ilkić dans un style académique,. Elle a été conçue pour accueillir des locaux commerciaux au rez-de-chaussée et servir de logement à l'étage.
Le bâtiment a été construit à l'angle des rues Masarikova et Gospodar Jevremova. La façade façade d'angle est dotée d'un large portail ouvrant sur l'espace commercial du rez-de-chaussée ; ce portail est surmonté d'un balcon. Cette façade était dominée par un dôme, qui a été détruit pendant la Seconde Guerre mondiale. En revanche quatre statues placées dans des niches, représentant la déesse Flore, ornent les façades à gauche et à droite de la façade angulaire et encadrent une haute fenêtre cintrée.

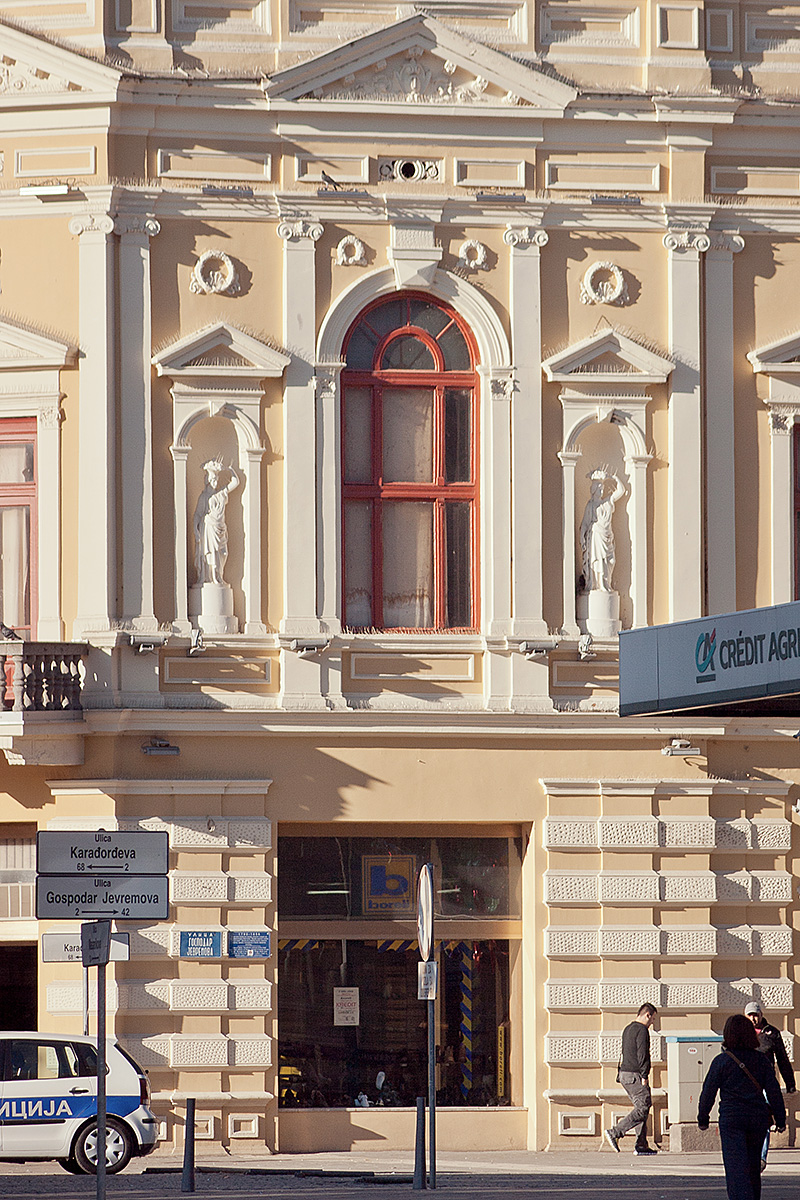
Détail de la façade.